# Solen er rød
|  | Denne artikel er oprettet af botten PalnaBot ud fra en ekstern database. Den kan derfor have sproglige fejl eller mangler. Denne skabelon kan fjernes efter kontrol af indholdet. |

Solen er rød er en debatfilm fra 1972 instrueret af Bent Barfod efter manuskript af Elsa Gress, Jean Grandjean, Bent Barfod.

## Handling
En film om miljø og forurening, der bl.a. spørger: "Kan jeg nøjes med at vide, at de er der? Vore selvskabte fjender, som vi ikke engang ved, hvordan ser ud, og som ikke slår igen med det samme..." og som slutter: "Det er senere, end du tror."